# Corrupção no Senegal
A corrupção no Senegal continua sendo uma grande preocupação para o país. No Índice de Percepção da Corrupção de 2024 da Transparência Internacional, o Senegal obteve uma pontuação de 45 em uma escala de 0 ("altamente corrupto") a 100 ("muito íntegro"). Na classificação por pontuação, o Senegal ficou em 69º lugar entre os 180 países do índice, sendo que o país classificado em primeiro lugar é percebido como tendo o setor público mais honesto.
Para comparação com as pontuações regionais, a média entre os países da África Subsaariana foi de 33. A melhor pontuação na África Subsaariana foi 72 e a pior foi 8.
Para comparação com os resultados globais, a melhor pontuação foi 90 (1º lugar), a média foi 43, e a pior foi 8 (180º lugar).

## Corrupção sob Abdoulaye Wade
Abdoulaye Wade chegou ao poder em 2000, encerrando 40 anos de governo do Partido Socialista. Inicialmente, sua eleição foi vista como uma mudança positiva, mas sua administração passou a ser associada a uma corrupção significativa:
Abdoulaye Wade esteve envolvido em escândalos de corrupção, incluindo a alegação de que teria entregue uma mala cheia de dinheiro a um representante do FMI que estava deixando o país. Corrupção sistêmica, clientelismo e nepotismo foram evidentes durante sua administração. Houve acusações de desvio massivo de verbas públicas e uso indevido de recursos do Estado.
O filho de Wade, Karim Wade, recebeu o controle de ministérios e projetos governamentais importantes, o que gerou acusações de nepotismo. Ele ganhou notoriedade por envolvimento em corrupção. Foi apelidado de "Senhor 15%" em cabos diplomáticos, sugerindo que recebia 15% do valor dos principais contratos públicos. Eventualmente, Karim Wade foi acusado de acumular ilegalmente uma fortuna de 240 milhões de dólares por meio de desvio de fundos e corrupção. Ele foi processado e condenado, em 2015, a 6 anos de prisão e a uma multa de 228 milhões de dólares.
Embora Abdoulaye Wade não tenha enfrentado punições legais diretas, a corrupção em sua administração passou a ser alvo de investigações sob seu sucessor, o presidente Macky Sall.

## Desenvolvimentos recentes
Desde 2012, sob o governo do presidente Macky Sall, o Senegal empreendeu esforços significativos para combater a corrupção, incluindo a criação de várias agências anticorrupção, como o Ministério da Promoção da Boa Governança e a reativação do Tribunal de Repressão de Crimes Econômicos e Financeiros. A perseguição judicial a atos de corrupção cometidos por funcionários públicos também aumentou durante a administração de Sall.
No entanto, a corrupção menor continua comum na vida cotidiana e nos serviços públicos. Há preocupações de que as medidas anticorrupção tenham sido influenciadas por motivações políticas. Além disso, a aplicação das leis anticorrupção permanece desigual.
Questões de corrupção persistiram durante o governo de Sall, com denúncias de nepotismo, uma vez que Sall teria nomeado familiares para cargos públicos. Além disso, o irmão de Sall foi implicado em um escândalo de corrupção relacionado a contratos de exploração de campos de gás.